# ГЕС Салту-Озоріу
ГЕС Салту-Озоріу (порт. Usina Hidrelétrica de Salto Osório) — гідроелектростанція на південному сході Бразилії у штаті Парана. Знаходячись між ГЕС Салту-Сантьягу (вище по течії) та ГЕС José Richa, входить до складу каскаду на річці Ігуасу, яка впадає зліва в другу за довжиною річку Південної Америки Парану.
У межах проєкту річку перекрили кам'яно-накидною греблею висотою 56 метрів та довжиною 750 метрів, яка утримує водосховище з площею поверхні 51 км2 та корисним об'ємом 403 млн м3.
Зі сховища до пригреблевого машинного залу ведуть шість напірних водоводів діаметром по 7,4 метра. В 1975—1976 роках зал обладнали чотирма турбінами типу Френсіс номінальною потужністю по 187,2 МВт, до яких у 1980-му та 1981-му додали ще дві по 188,3 МВт (загальна потужність 1050 МВт з можливістю збільшення до 1078 МВт). Зазначені гідроагрегати при напорі у 72 метри повинні забезпечувати виробіток понад 4,5 млрд кВт·год електроенергії на рік.